# Condado de Jotán
El Condado de Hotan (uigur: خوتەن ناھىيىسى ; latinizado: Xoten Nahiyisi; nueva escritura: Hotən Nah̡iyisi) es una zona de China perteneciente a la Región Autónoma de Xinjiang Uyghur administrada por la prefectura de Khotan. 
Este territorio es reclamado por la India como parte de estado Jammu y Cachemira. 
Tiene un área de 41.128 km². 
Según el censo de 2002, tiene una población de 270.000 habitantes.